# Gustav Herbig (Sprachwissenschaftler)
Gustav Herbig (* 3. Juni 1868 in Kaiserslautern (damals zu Bayern); † 1. Oktober 1925 in München) war ein deutscher Sprachwissenschaftler, besonders Indogermanist und Etruskologe.

## Leben
Gustav Herbig, der Sohn des Kaufmanns Johann Heinrich Herbig (1839–1892), besuchte das Gymnasium und studierte seit 1888 als Stipendiat der Stiftung Maximilianeum Klassische Philologie und Sprachwissenschaft an der Universität München. Während seines Studiums wurde er Mitglied des AGV München im Sondershäuser Verband. Nach der Lehramtsprüfung 1892 setzte er seine Studien an der Universität Leipzig fort, wo er Vorlesungen und Übungen bei den Indogermanisten Karl Brugmann und August Leskien sowie bei dem Germanisten Eduard Sievers besuchte.
1893 trat Herbig bei der Hof- und Staatsbibliothek in München in den Bibliotheksdienst ein. Er arbeitete als Praktikant, Assistent und Sekretär. Daneben beschäftigte er sich weiter mit indogermanischer Sprachwissenschaft. Seine erste umfangreiche Studie Aktionsart und Zeitstufe: Beiträge zur Funktionslehre des indogermanischen Verbums schloss er 1895 ab; mit ihr wurde er zum Dr. phil. promoviert. 1899 erhielt er eine Festanstellung als Bibliothekar.
Nach seiner Habilitation für indogermanische Sprachwissenschaft und Etruskologie 1910 wurde Herbig 1913 als ordentlicher Professor für Sprachwissenschaft an die Universität Rostock berufen, wo er im Jahr 1919/1920 das Rektorat bekleidete. 1921 wechselte er an die Universität Breslau, 1922 kehrte er nach München zurück, wo er auch zum ordentlichen Mitglied der Bayerischen Akademie der Wissenschaften gewählt wurde. Er starb 1925 im Alter von 57 Jahren an einem Krebsleiden, das erst kurz zuvor festgestellt worden war.
Gustav Herbig beschäftigte sich mit den altertümlichen Sprachen Italiens, besonders mit den italischen Sprachen und dem Etruskischen. Er arbeitete eng mit den Sprachwissenschaftlern Carl Pauli und Olof August Danielsson von der Universität Uppsala zusammen, die eine Sammlung der etruskischen Inschriften erstellten (Corpus Inscriptionum Etruscarum). Herbig beteiligte sich an diesem Unternehmen und nahm nach Paulis Tod 1901 dessen Platz ein. Mit Unterstützung der Akademien zu Berlin und Leipzig (vermittelt durch Theodor Mommsen) setzten Herbig und Danielsson die Inschriftensammlung fort.
Von Herbigs selbständigen Arbeiten sind besonders seine Ausgaben der faliskischen Inschriften (1910) und der Agramer Mumienbinde (1919) bedeutsam.
Sein Sohn war der Klassische Archäologe Reinhard Herbig.